# Lacinipolia runica
Lacinipolia runica är en fjärilsart som beskrevs av George Francis Hampson 1918. Lacinipolia runica ingår i släktet Lacinipolia och familjen nattflyn. Inga underarter finns listade i Catalogue of Life.